# تاريخ فيجي
تشكلت غالبية جُزُر فيجي عبر نشاط بركاني بدءًا منذ نحو 150 مليون عام. اليوم، ما زال بعض النشاط الحراري الجوفي يحدث في جزر فانوا ليفو وتافيوني. أول من سكن فيجي كانت حضارة لابيتا، نحو 1500 – 1000 ق.م، وأعقب ذلك تدفق ضخم لأشخاص من ذوي الوراثيات الميلانزية بالدرجة الأولى قرابة بداية الحقبة العامة. زار الأوروبيون فيجي منذ القرن السابع عشر، وبعد فترة وجيزة من كونها مملكة مستقلة، أسس البريطانيون مستعمرة فيجي في عام 1874. كانت فيجي مستعمرة ملكية حتى عام 1970، وقتما حصلت على استقلالها لتصير دومينيون فيجي. أُعلنت جمهوريةً في عام 1987، عقب سلسلة من الانقلابات.
في انقلاب حدث عام 2006، قبض العميد البحري فرانك باينيمارما على السلطة. وقتما قضت المحكمة العليا في عام 2009 أن قيادة الجيش كانت غير قانونية، ألغى الرئيس الراتو جوزيفا إيلويلو، الذي كان الجيش قد أبقاه رأسًا اسميًا للدولة، الدستور رسميًا وأعاد تعيين باينيمارما. لاحقًا في عام 2009، استُبدل بإيلويلو في منصب الرئيس الراتو إيبيلي نايلاتيكاو. بعد سنوات من التأخير، أُقيمت انتخابات ديمقراطية في 17 سبتمبر 2014. فاز حزب فيجي أولًا خاصة باينيمارما ب59.2 من الأصوات، واعتبر المراقبون الدوليون الانتخابات موثوقة.

## الاستيطان المبكر وتطور الثقافة الفيجية
تبعًا لموقعها في وسط المحيط الهادئ، جعلت جغرافيا فيجي منها وجهة ومفترق طرق للهجرات لقرون عديدة. يظهر فن الفخار من القرى الفيجية أن الشعوب الأسترونيزية سكنت فيجي في نحو 3050 حتى 2950 ق.ح بتأريخ الكربون المشع (1100 – 1000 ق.م)، تبعهم الميلانيزيون بعد نحو ألف سنة، رغم أن مسألة الهجرة من المحيط الهادئ لا تزال قائمة. يُعتقد أن شعب لابيتا أو أسلاف البولينزيين سكنوا في الجُزر أولًا لكن لا يُعرف الكثير عما حل بهم بعد وصول الميلانزيين؛ ربما كان لهم بعض التأثير على الحضارة الجديدة، وتظهر الأدلة الأثرية أنهم انتقلوا آنذاك إلى ساموا وتونغا وحتى هاواي. تظهر الأدلة الأثرية علامات استيطان على جزيرة موتوريكي من عام 600 ق.م وربما ترجع حتى 900 ق.م. تتشابه جوانب الحضارة الفيجية بقرينتها في الحضارة الميلانيزية في غرب المحيط الهادئ لكنها تتمتع بروابط أقوى مع الحضارات البولينيزية الأقدم. تشهد قوارب الكانو المصنوعة من الأشجار الفيجية الأصلية التي عُثر عليها في تونغا وكون الكلمات التونغية جزء من لغة مجموعة جزر لاو على أن التجارة بين فيجي ومجموعات الجزر المجاورة قائمة قبل الاتصال الأوروبي بوقت طويل. وُجدت القدور المصنوعة في فيجي في ساموا وحتى في جزر الماركيساس.
في القرن العاشر، تأسست إمبراطورية تو إي تونغا في تونغا، وكانت فيجي ضمن دائرة نفوذها. جلب النفوذ التونغاني التقاليد واللغة البولينيزية إلى فيجي. بدأت الإمبراطورية بالانهيار في القرن الثالث عشر.
على امتداد 1.000 كيلومتر (620 ميل) من الشرق إلى الغرب، كانت فيجي أمة متعددة اللغات. كان تاريخ فيجي تاريخَ مستوطنة، لكنه أيضًا تاريخ تنقُل، وتطورت على مر القرون ثقافة فيجية فريدة من نوعها. بُنيت زوارق مائية كبيرة وأنيقة مزودة بأشرعة مجهزّة سُميت دروا في فيجي، وصُدر بعض منها إلى تونغا. تطورت عمارة قروية مميزة تألفت من مساكن فردية ومشتركة من البيوري والفالي إلى جانب نظام متطور من القناطر والخنادق المائية التي كانت تُبنى عادة حول المستوطنات الأكثر أهمية. دُجنت الخنازير من أجل الطعام ووُجدت مجموعة متنوعة من المزارع مثل مزارع الموز منذ مرحلة مبكرة. زُودت القرى أيضًا بالماء المُستجلب عبر قنوات من الخشب المُركب. عاش الفيجيون في مجتمعات يقودها رؤساء القبائل، والشيوخ، والمحاربون البارزون. كان القادة الروحيون، وغالبًا ما كانوا يسمون بيتي، شخصيات ثقافية هامة وكان إنتاج الياكونا واستهلاكها جزءًا من طقوسهم الاحتفالية والمجتمعية. طور الفيجيون نظامًا ماليًا صارت فيه أسنان حوت العنبر المصقولة، والمسماة تابوا، عملة نشطة. وُجد نوع من الكتابة أيضًا والذي يُمكن رؤيته اليوم في العديد من النقوش الصخرية حول الجزر. أنتجوا أيضًا صناعة نسيج أقمشة الماسي المكررة، وكانت المواد تُستخدم في صناعة الأشرعة والملابس. غالبًا ما كان الرجال يرتدون لباس خصرٍ من قماش أبيض يسمى مالو مع عَمرَة شبيهة بالتوربان. عُرف عن النساء ارتداؤهن تنورة قصيرة أنيقة مهدّبة تُسمى ليكو. كان الفيجيون يُبقون شعورهم أيضًا في أشكال دائرية أو شبه دائرية ضخمة مميزة. وكما هو الحال مع معظم الحضارات البشرية الأخرى، كانت الحرب جزءًا مهمًا من الحياة اليومية في فيجي ما قبل الاستعمارية واشتُهر الفيجيون باستخدامهم الأسلحة مثل مقارع الحرب المزخرفة والسهام المسمومة.
مع وصول الأوروبيين والاستعمارية في أواخر العقد الأول من القرن الثامن عشر، تعرض العديد من عناصر الحضارة الفيجية إما للقمع أو التعديل لضمان سيطرة الأوروبيين، وعلى وجه التحديد البريطانيين. كان هذا هو الحال بخاصة فيما يتعلق بالمعتقدات الروحية الفيجية التقليدية.  استغل المستعمرون والمبشرون الاوائل مفهوم أكل المثيل ودمجوه في فيجي ليمنحوا ضرورة أخلاقية للتدخل الاستعماري. من خلال وصف العادات الفيجية الأصلية بأنها «منحطّة وبدائية»، تمكنوا من نشر حكاية مفادها أن فيجي كانت «جنة تضيع سدى على أكلة لحوم البشر الوحشيين». علاوة على ذلك، منح ذلك شرعية للأعمال العنيفة والتأديبية التي قام بها المستعمرون والتي رافقت نقل السلطة الإكراهي إلى الأوربيين. حيكت قصص مبالغ فيها خلال القرن التاسع عشر، مثل تلك التي تدور حول راتو يودري يودري الذي قيل إنه استهلك 872 شخصًا في حياته وصنع كومة من الحجارة ليوثق إنجازه، سمحت بمماثلة عرقية ثابتة للفيجيين «غير المتحضرين». كان أكل المثيل، باعتباره سمةً، أداة عرقية فعالة استخدمها المستعمرون استمرت منذ العقد الأول من القرن العشرين حتى يومنا الحالي. خلّد أدباء مثل ديريك سكار، مثلًا، مزاعم القرن التاسع عشر القائلة بأن «الجثث المقتولة حديثًا كانت تُكوّم لتؤكل» وبأن تضحيات بشرية جماعية احتفالية كانت تُجرى عند بناء المنازل والقوارب الجديدة. على الرغم من أن فيجي كانت تُعرف بجُزر أكلة لحوم البشر، تشك دراسات أخرى أحدث بوجود ممارسة أكل المثيل أصلًا في فيجي. لا يمر هذا الرأي من دون نقد، وربما جاءت الرواية الأكثر دقة عن أكل المثيل في فيجي في القرن التاسع عشر من ويليام ماكغريغور، كبير المسؤولين الطبيين لمدة طويلة في فيجي الاستعمارية البريطانية. في إبان الحرب الصغيرة في عام 1876، صرح أن ممارسة تذوق لحم الخصم النادرة كانت تحدث «للإشارة إلى الكراهية المطلقة لا للتلذذ بمتعة تذوقية».